# The State (album)
The State – drugi studyjny album post grungeowej grupy Nickelback, wydany pierwotnie niezależnie i jedynie w Kanadzie w 1998 roku. Jest to pierwszy album studyjny nagrany przez grupę z perkusistą Ryanem Vikedalem, który zastąpił Brandona Kroegera tuż przed sesją nagraniową. W roku 2000 album ukazał się na rynku ponownie, już nakładem wytwórni Roadrunner Records oraz EMI. Album zdobył status platynowej oraz złotej płyty w USA i Kanadzie. Dotarł także do 130 pozycji listy Billboard 200.

## Pisanie, nagrywanie
Pisanie materiału na drugi studyjny album grupa rozpoczęła jeszcze podczas trasy „Curb Tour” w roku 1997. Wiele utworów zawartych na albumie „The State” było granych na żywo już podczas wspomnianej trasy z roku 1997, m.in. „Leader of Men”, „Old Enough”, „Worthy to Say” czy „Not Leavin' Yet”. Utwory te trafiły także na bootleg z tejże trasy „Acoustic live on Power 97", gdzie zostały wykonane w wersjach akustycznych. Reszta piosenek zawartych na płycie to nowy premierowy materiał. Sesja nagraniowa rozpoczęła się w dwa lata od wydania albumu „Curb”. W ciągu tych lat wokalista grupy Chad Kroeger pracował jako sprzedawca powierzchni reklamowej. Nabyte doświadczenie, wykorzystał potem w promocji zespołu, oraz nowego krążka. Na 10 dni przed rozpoczęciem sesji nagraniowej, zespół postanowił opuścić dotychczasowy perkusista grupy Brandon Kroeger. Zespół zaangażował na jego miejsce Mitcha Guidona, który jednak w zespole przebywał zaledwie kilka dni. W końcu do zespołu, za pomocą Ryana Peake’a został ściągnięty perkusista Ryan Vikedal z zespołu Curb Loud Band. W ciągu tygodnia nauczył się 12 utworów grupy i zespół przystąpił do prac nad materiałem. Tak to wydarzenie wspominał w jednym z wywiadów wokalista grupy, Chad Kroeger: „On naprawdę nas dopełnił i pomógł stworzyć zespół takim jakim jest dziś. Zamiast uczucia, że jest nas trzech i jakiś perkusista, zaczęliśmy czuć się jak Nickelback”.
W takim składzie rozpoczęto pracę nad materiałem na drugi krążek. Grupa nagrywała w studiu Green House Studios w Burnaby, pod okiem producenta Dale Pennera. Zespół postanowił zatrudnić producenta, aby płyta była jak najlepiej dopracowana. W międzyczasie grupa rozstaje się ze swym pierwszym managerem Clyde’em Hillem, i nawiązuje współpracę z Bryanem Colemanem.
Sesja nagraniowa nieznacznie się przedłużyła i zespół nie zdążył w wyznaczonym czasie nagrać całego materiału. Premiera opóźniła się nieznacznie. Ostatecznie na album trafiło 5 premierowych piosenek oraz 6 znanych już fanom z poprzedniej trasy.

## Brzmienie
W porównaniu z poprzednią płytą, album „The State” prezentuje nieco lżejszy materiał, widać jest także większy wpływ muzyki grunge. Mimo iż materiał jest lżejszy, nadal zachowuje melodyjność i ciężkość. Brzmienie jest porównywalne do takich wykonawców jak Soundgarden, Bush, Screaming Trees, 3 Doors Down, The Union Underground czy Ultraspank. Grupa zachowuje nadal ciężkie melodyjne riffy, przeplatane łagodniejszymi refrenami i solówkami gitarowymi. Grupa nagrywa także akustyczną wersję przeboju „Leader of Men”, która jest zamieszczona na płycie w formie bonusu.

## Wydanie, promocja
Album ostatecznie został ukończony i wydany w roku 1998. Podobnie jak i poprzedni krążek, został wydany niezależnie i także jedynie w Kanadzie. Zespół po wydaniu płyty ruszył w trasę koncertową, grając w Północnych Stanach i promując swoją muzykę. W 2000 za sprawą utworu „Leader of Men”, zespołem zaczęły interesować się większe wytwórnie fonograficzne. Po negocjacjach grupa podpisała dwa znaczące kontrakty. Jeden z EMI na promocję i dystrybucję płyt w Stanach, drugi z wytwórnią metalową Roadrunner na promocję i dystrybucję płyt w Europie. Po podpisaniu tych kontraktów, wytwórnia 7 marca 2000 roku wydała ponownie album „The State”, w zmienionej okładce, pilotowany przez singel z utworem „Leader of Men”, który jak się okazało zajął bardzo wysokie lokaty na amerykańskich listach przebojów, m.in. docierając do 8 pozycji listy Mainstream Rock Tracks. Zespół otrzymał także większy budżet od wytwórni, dzięki czemu mógł nakręcić teledyski do utworów „Leader of Men”, „Old Enough” oraz „Worthy to Say”. W ciągu blisko dwóch lat intensywnego koncertowania zespół zagrał łącznie 102 koncerty, supportując m.in. takie zespoły jak Creed, KISS, 3 Doors Down czy Fuel. Za dobrze przyjętą w środowisku muzycznym płytę oraz dużą liczbę koncertów, zespół został nagrodzony statuetką „Favourite Heavy Metal” w kategorii „Georgia Straight Readers’ Choice Music Awards”.

## Sukces
Płyta „The State” okazała się sporym sukcesem w dorobku mało znanego zespołu. W Stanach Zjednoczonych album sprzedał się w 1,000,000 kopii, co pozwoliło na przyznanie mu przez RIAA statusu platynowej płyty, natomiast w Kanadzie album pokrył się złotem za sprzedaż 50,000 kopii. Ogólna sprzedaż krążka na świecie wyniosła 1,100,000 kopii. 23 września 2000 album dotarł do 130 miejsca na liście Billboard 200, czyli o 52 pozycje wyżej niż album „Curb”. W październiku 2008, album zdobył w ojczystej Kanadzie status platynowej płyty, przyznanej grupie przez Recording Industry Association of America.

## Lista utworów
| Nr. |  | Tytuł                      | Tekst        | Muzyka     | Długość |
| --- |  | -------------------------- | ------------ | ---------- | ------- |
| 1.  |  | „Breathe”                  | Chad Kroeger | Nickelback | 3:58    |
| 2.  |  | „Cowboy Hat”               | Chad Kroeger | Nickelback | 3:56    |
| 3.  |  | „Leader of Men”            | Chad Kroeger | Nickelback | 3:31    |
| 4.  |  | „Old Enough”               | Chad Kroeger | Nickelback | 2:48    |
| 5.  |  | „Worthy to Say”            | Chad Kroeger | Nickelback | 4:06    |
| 6.  |  | „Diggin’ This”             | Chad Kroeger | Nickelback | 3:01    |
| 7.  |  | „Deep”                     | Chad Kroeger | Nickelback | 2:48    |
| 8.  |  | „One Last Run”             | Chad Kroeger | Nickelback | 3:30    |
| 9.  |  | „Not Leavin' Yet”          | Chad Kroeger | Nickelback | 3:44    |
| 10. |  | „Hold Out Your Hand”       | Chad Kroeger | Nickelback | 4:08    |
| 11. |  | „Leader of Men” (Acoustic) | Chad Kroeger | Nickelback | 3:23    |
|     |  |                            |              |            |         |

### Japan Bonus Track
| Nr. |  | Tytuł           | Tekst        | Muzyka                 | Długość |
| --- |  | --------------- | ------------ | ---------------------- | ------- |
| 12. |  | „Little Friend” | Chad Kroeger | Nickelback / B.Kroeger | 3:48    |
|     |  |                 |              |                        |         |

## Single
| Informacje |
| --- |
| „Leader of Men” - Wydany: 18 sierpnia 2000 - Pozycje na listach: - #8 (U.S. Main Rock) - #21 (U.S. Modern Rock) |
| „Old Enough” - Wydany: 17 października 2000 - Pozycje na listach: - #24 (U.S. Main Rock)                        |
| "Breathe” - Wydany: Grudzień 2000 - Pozycje na listach: - #10 (U.S. Main Rock) - #21 (U.S. Modern Rock)         |
| „Worthy to Say” - Wydany: Grudzień 2000 - Pozycje na listach: - #25 (The Fox’s Top 99 of 2001)                  |

## Twórcy
Nickelback
- Chad Kroeger – śpiew, gitara rytmiczna, produkcja
- Ryan Peake – gitara prowadząca, wokal wspierający
- Mike Kroeger – gitara basowa
- Ryan Vikedal – perkusja

Produkcja
- Nagrywany: 1998 w „Green House Studios” w Burnaby (Kolumbia Brytyjska)
- Producent muzyczny: Chad Kroeger, Nickelback, Dale Penner
- Miks albumu: Garth Richardson w „Green House Studios” w Burnaby (Kolumbia Brytyjska)
- Mastering: Brett Zilahi w „Metalworks” w Misissauga
- Inżynier dźwięku: Dave Ashton
- Producent: Ken Grant
- Zdjęcia: Neil Zlozower
- Management: Bryan Coleman
- Legal Representation: Jonathan Simkin
- Okładka: Three Mountain Design, Inc.
- Aranżacja: Chad Kroeger, Ryan Peake, Mike Kroeger, Ryan Vikedal
- Teksty piosenek: Chad Kroeger
- Wytwórnia: Początkowo krążek wydany w Kanadzie niezależnie, Roadrunner, EMI

## Sprzęt
- Wzmacniacze: Mesa Boogie, Ampeg
- Gitary: Gibson Les Paul, Fender, PRS Guitars
- Gitary basowe: Tobias oraz Random
- Perkusja: Ayotte drums
- Struny: Ernie Ball

## Sprzedaż
- Stany Zjednoczone – 1,000,000 kopii (Platynowa płyta) przyznana przez RIAA
- Kanada – 100,000 kopii (Złota płyta), (Platynowa płyta)
- Sprzedaż ogólna: 1,100,000 kopii

## Wydania albumu

### Płyta kompaktowa
| Kontynent         | Wydawca                      | Data wydania     | Wersja |
| ----------------- | ---------------------------- | ---------------- | ------ |
| Kanada            | Wydanie niezależne           | 1998             | CD     |
| Stany Zjednoczone | Wydanie niezależne           | Styczeń 2000     | CD     |
| Stany Zjednoczone | EMI                          | 7 marca 2000     | CD     |
| Europa            | Roadrunner                   | Maj 2000         | CD     |
| Japonia           | Roadrunner International/EMI | 20 czerwca 2000  | CD     |
| Irlandia          | Roadrunner                   | 1 kwietnia 2001  | CD     |
| Europa (Reedycja) | EMI                          | 28 sierpnia 2001 | CD     |